# Ulls de Chávez
Ulls de Chávez (en castellà⁣: ojos de Chávez) és un disseny d'ulls estilitzats de l'expresident de Veneçuela Hugo Chávez que s'ha generalitzat per tot Veneçuela entre els partidaris de Chávez, el govern veneçolà i el PSUV. El disseny ha aparegut en "cartells publicitaris, samarretes i edificis d'arreu de la nació" i s'ha utilitzat com a propaganda en suport al govern bolivariano. Molts dels edificis on apareixen els ulls de Chávez són propietat del govern.

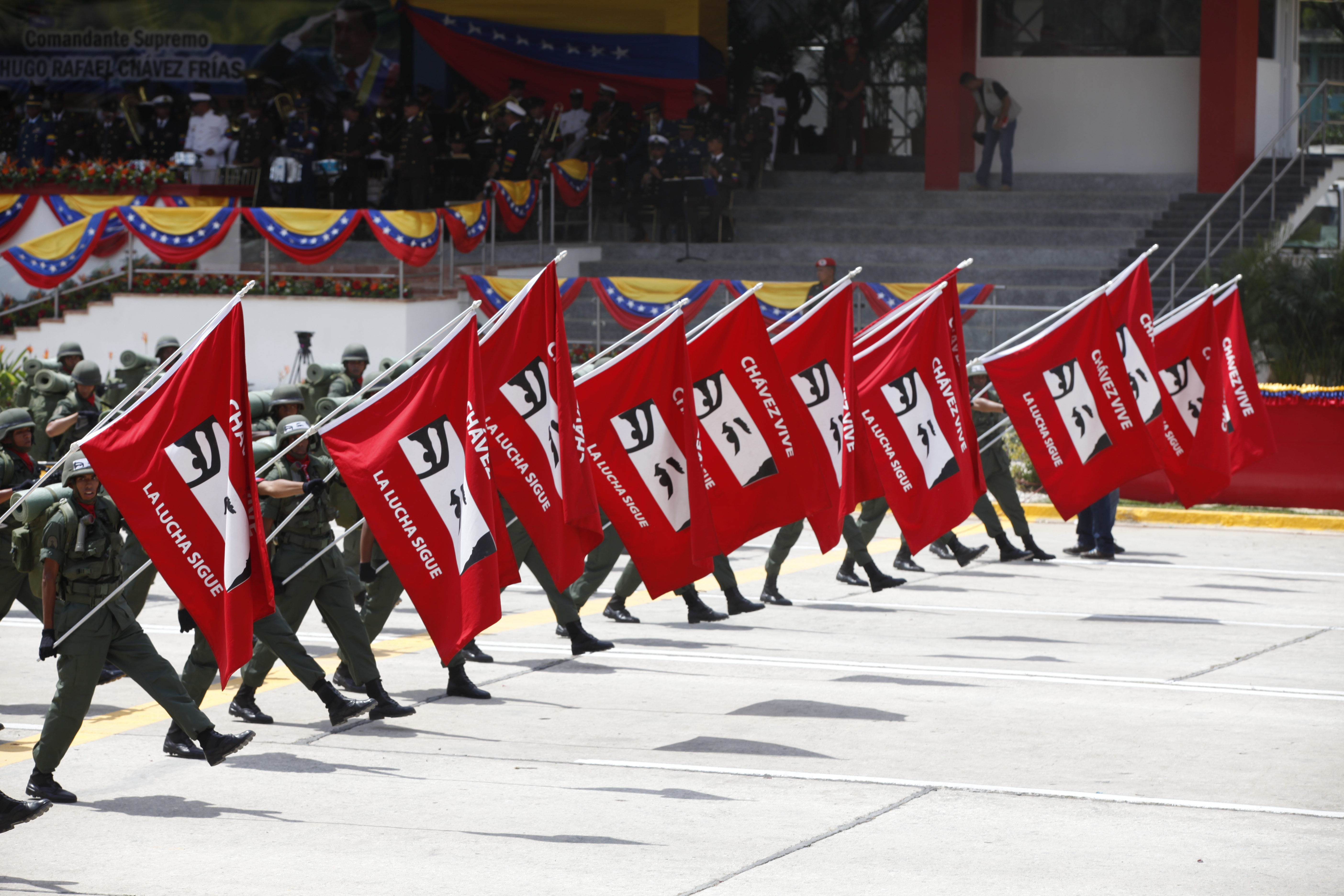
Membres de les forces armades veneçolanes portant banderes dels "ulls de Chávez" que diuen: "Chávez viu, la lluita continua".

Els "ulls de Chávez" es van originar durant la campanya presidencial final d'Hugo Chávez el 2012, amb la idea provinent de José Miguel España, membre de la campanya de Chávez. Durant una reunió electoral, milers de seguidors de Chávez portaven samarretes vermelles estampades amb els seus ulls en negre.
Aleshores, el disseny va ser àmpliament utilitzat pels partidaris de Chávez. Després de la mort de Chávez, el president veneçolà, Nicolás Maduro, va adoptar l'emblema després d'arribar al poder, posant els ulls en "panells publicitaris, parets i fins i tot façanes d'edificis públics". El 2015, Reuters va descriure els "ulls de Chávez" com "la imatge més omnipresent a Veneçuela dels darrers anys".

## Usos

### Eleccions

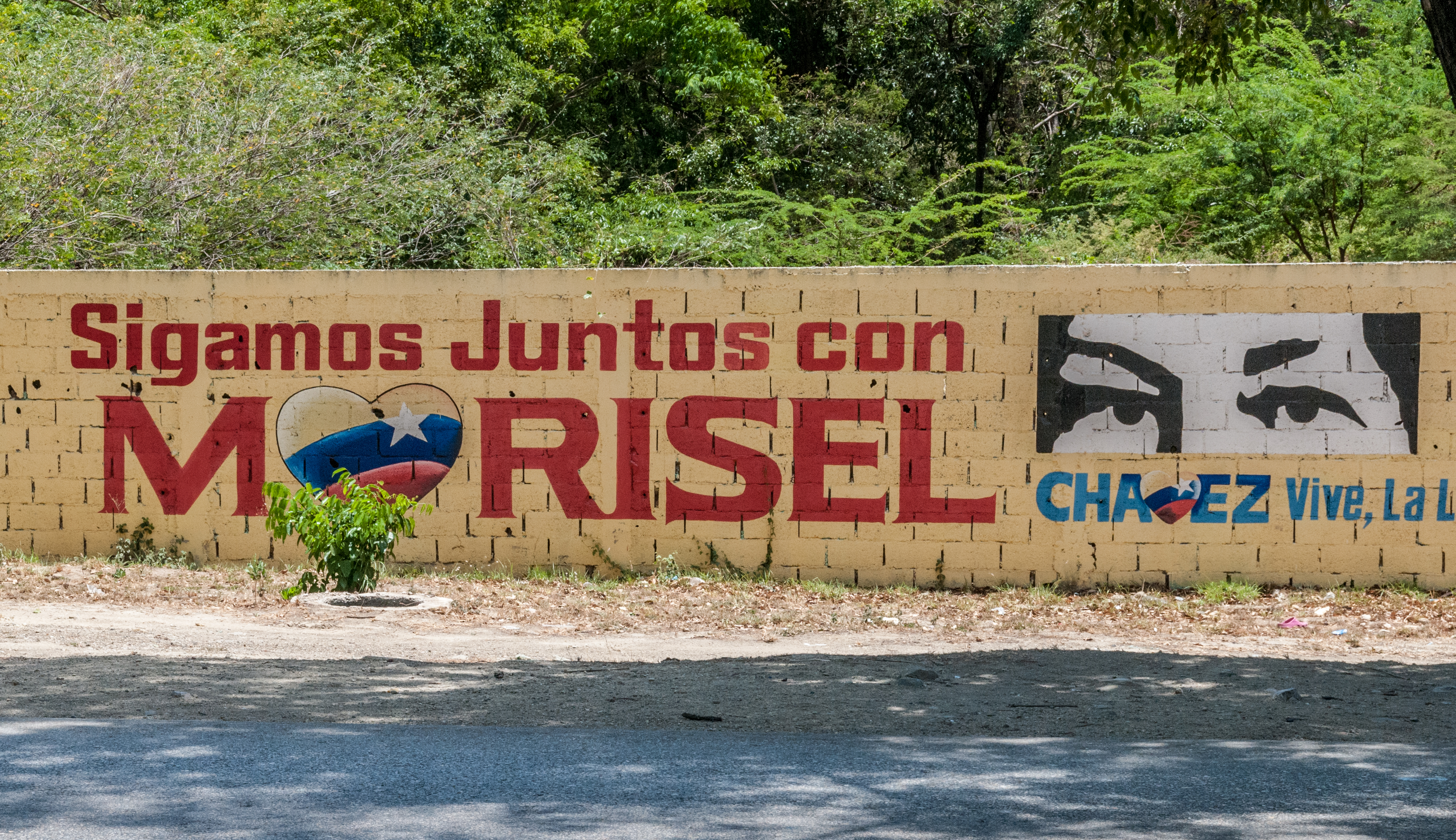
Mural de suport a l'alcalde de San Juan a Veneçuela

Durant les eleccions presidencials veneçolanes de 2013, Maduro va utilitzar el disseny dels "ulls de Chávez" per a la seva campanya. La imatge de Chávez es va utilitzar més que la del mateix Maduro, amb "ulls de Chávez" vists en edificis, samarretes i cartells.

### Instal·lacions de titularitat estatal
Entre el 2011 i el 2017, el govern veneçolà va construir 1,3 milions d'habitatges nous com a part del seu projecte Great Mission Housing Veneçuela. El disseny dels ulls és visible des de molts d'aquests nous complexos d'habitatges.
Després de les eleccions parlamentàries veneçolanes de 2015, que van instal·lar una majoria de l'oposició a l'Assemblea Nacional, l'òrgan parlamentari va decidir treure els ulls de Chávez del Palau Legislatiu Federal. Arran del moviment de l'Assemblea Nacional, el govern veneçolà va demanar als muralistes que "pintessin contra la censura", amb murals que començaven a inundar-se per tot Caracas.

### Ús per personatges populars
En un homenatge a Chávez el novembre de 2014, Pablo Iglesias Turrión, líder del partit polític espanyol Podemos, va ser vist amb una camisa vermella amb els "ulls de Chávez" estampats.

## Anàlisi

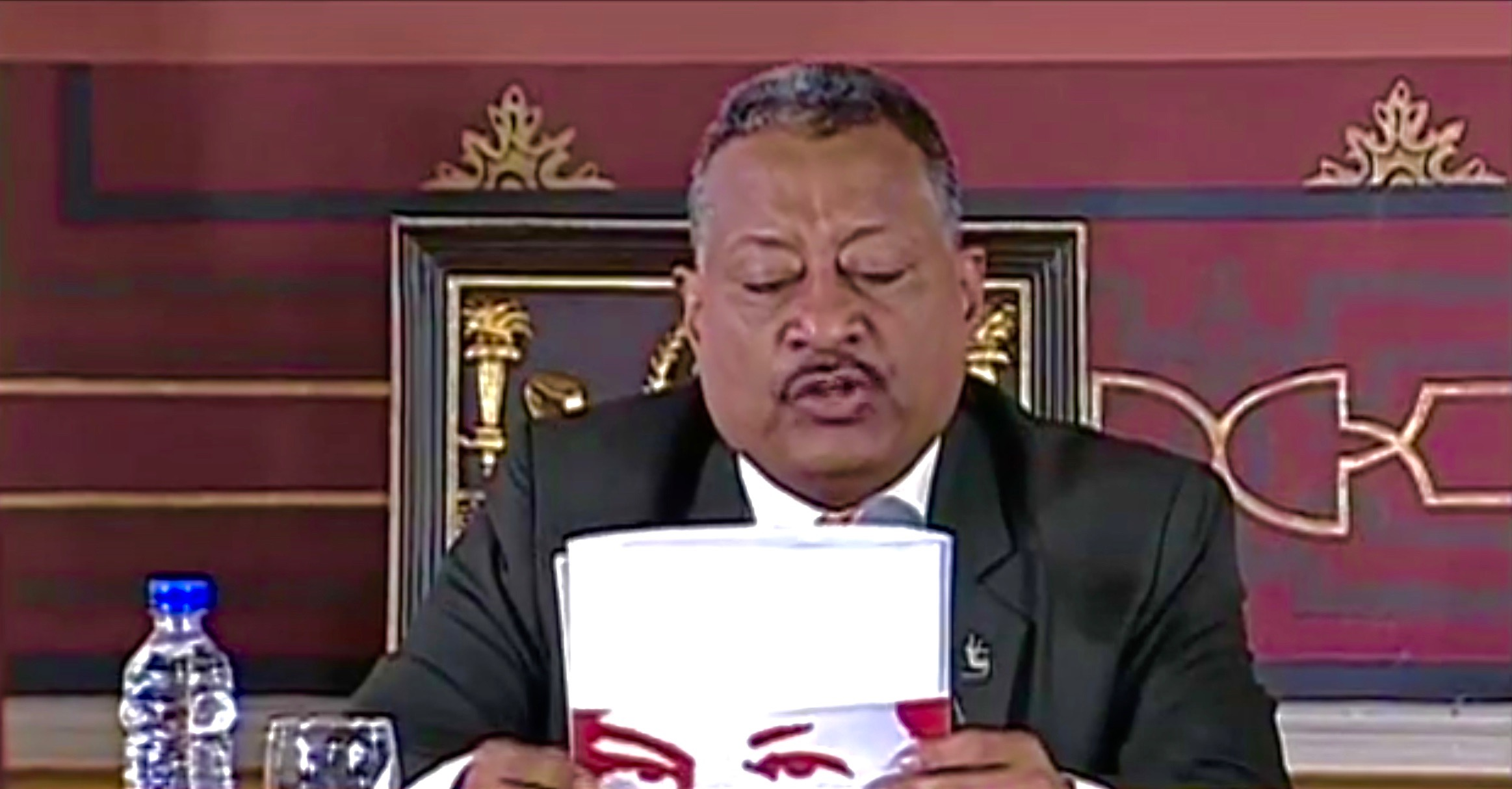
Fidel Vasquez llegint d'una carpeta amb "Ulls de Chávez" durant una sessió de l'Assemblea Constituent de Veneçuela del 2017.

Segons un informe de 2014 titulat Faces and Traces of a Leader. Hugo Chavez: Memory of a People pel Centre Nacional d'Història del govern veneçolà, els ulls de Chávez representen una "mirada vigilant i protectora" i presenten un sentiment de transparència o confiança relacionat amb la frase "Mira'm als ulls quan parlo". També es va dir que com que Chávez ja no estava físicament present a Veneçuela, els ulls de Chávez als partidaris del govern bolivarian representaven un Chávez "omnipresent⁣", recordant als votants el seu "compromís ideològic".
Alguns que han viscut l'obra diuen que inculca una presència de Chávez, una sensació que "sempre et mira" que s'ha comparat amb la figura orwelliana, Gran Germà.

## Destitució de l'Assemblea Nacional el 2016
Després de les eleccions parlamentàries veneçolanes de 2015, quan l'any 2016 es va instal·lar l'Assemblea Nacional Antichavista a l'edifici José María Vargas, es van retirar els ulls de l'edifici, juntament amb altres símbols del chavisme, i van ser substituïts pel segell de l'Assemblea Nacional.